# UCI Women’s WorldTour 2020
Die UCI Women’s WorldTour 2020 (WWT) war die fünfte Austragung der vom Weltradsportverband UCI organisierten Rennserie Women’s WorldTour.
Gesamtsiegerin wurde Lizzie Deignan (Trek-Segafredo) vor ihrer Teamkollegin Elisa Longo Borghini und Lisa Brennauer (Ceratizit-WNT Pro Cycling Team).
Trek-Segafredo gewann auch die Teamwertung.
Die Gesamtneunte Liane Lippert (Team Sunweb) gewann die Nachwuchswertung.

## Kalender und Auswirkungen der COVID-19-Pandemie
Neu im Kalender der Women’s WorldTour war das Frauenrennen des Cadel Evans Great Ocean Road Race, während das spanische Etappenrennen Emakumeen Bira und die britische Eintagesrennen Prudential RideLondon Classique nicht mehr aufgenommen wurden. Die als Teil der Serie vorgesehene Tour of California wurde ebenso wie das gleichnamige Männerrennen abgesagt.
Aufgrund behördlicher Auflagen im Zusammenhang mit der Verbreitung von COVID-19-Pandemie in Italien wurde das für Anfang März vorgesehenen Rennen Strade Bianche abgesagt. Der Veranstalter erklärte, er versuche das Rennen zu einem anderen Zeitpunkt nachzuholen. Als weitere Folge wurde die Trofeo Alfredo Binda auf den 2. Juni verlegt. Es folgte die Absage der Ronde van Drenthe.
Am 5. Mai 2020 gab die UCI den neuen Rennkalender der WorldTour bekannt, der neben zahlreichen Verschiebungen auch die pandemiebedingten Absagen der Ronde van Drenthe, der zuvor vom 22. März auf den 2. Juni verschobenen Trofeo Alfredo Binda und der Women’s Tour berücksichtigte. Hinzugefügt wurde die zuvor nicht für 2020 vorgesehene Erstaustragung einer Frauenversion von Paris–Roubaix, die jedoch später abgesagt wurde. Neu aufgenommen wurde der Giro dell’Emilia und der ursprünglich für 2020 nicht mehr vorgesehene Prudential RideLondon Classique, letzter wurde dann jedoch ebenfalls später abgesagt. Schlussendlich wurden lediglich elf von zwischenzeitlich 23 geplanten Rennen ausgetragen.

## Reglement
An den Wettbewerben der Women’s WorldTour 2020 konnten neben den acht UCI Women’s WorldTeams die UCI Women’s Continental Teams teilnehmen. Sieben UCI Women’s Continental Teams waren aufgrund der Platzierung der ersten UCI-Weltrangliste des Jahres 2020 zu allen Wettbewerben ebenso wie die UCI Women’s WorldTeams durch die Veranstalter der Rennen zwingend einzuladen; andere Teams konnten durch Wildcards teilnehmen.
Punkte für die Einzel- und Mannschaftswertung konnten in allen Wettbewerben der Serie entsprechend der Punkteskala der
UCI-Weltrangliste erzielt werden. Die besten Nachwuchsfahrerinnen erhielten für die U23-Wertung 6, 4 und 2 Punkte.

## Rennen
| ursprüngliches Datum Ersatzdatum     | Rennen                                  | Siegerin/nen                | Führende Fahrerin    | Führende U23-Fahrerin | Führendes Team |
| ------------------------------------ | --------------------------------------- | --------------------------- | -------------------- | --------------------- | -------------- |
| 1. Februar                           | Cadel Evans Great Ocean Road Race       | Liane Lippert               | Liane Lippert        | Liane Lippert         | Team Sunweb    |
| 7. März 1. August                    | Strade Bianche                          | Annemiek van Vleuten        | Liane Lippert        | Liane Lippert         | Team Sunweb    |
| 22. August 26. August                | Grand Prix de Plouay-Bretagne           | Elizabeth Deignan           | Liane Lippert        | Liane Lippert         | Trek-Segafredo |
| 10. Juli 29. August                  | La Course by Le Tour de France          | Elizabeth Deignan           | Elizabeth Deignan    | Liane Lippert         | Trek-Segafredo |
| 26. Juni – 5. Juli 11.–19. September | Giro d’Italia Femminile                 | Anna van der Breggen        | Elizabeth Deignan    | Liane Lippert         | Trek-Segafredo |
| 24. April 30. September              | La Flèche Wallonne Féminine             | Anna van der Breggen        | Anna van der Breggen | Liane Lippert         | Trek-Segafredo |
| 26. April 4. Oktober                 | Lüttich–Bastogne–Lüttich                | Elizabeth Deignan           | Elizabeth Deignan    | Liane Lippert         | Trek-Segafredo |
| 29. März 11. Oktober                 | Gent–Wevelgem                           | Jolien D’hoore              | Elizabeth Deignan    | Liane Lippert         | Trek-Segafredo |
| 5. April 18. Oktober                 | Flandern-Rundfahrt                      | Chantal van den Broek-Blaak | Elizabeth Deignan    | Liane Lippert         | Trek-Segafredo |
| 26. März 20. Oktober                 | Drei Tage von De Panne                  | Lorena Wiebes               | Elizabeth Deignan    | Liane Lippert         | Trek-Segafredo |
| 5.–6. September 6.–8. November       | Madrid Challenge by La Vuelta           | Lisa Brennauer              | Elizabeth Deignan    | Liane Lippert         | Trek-Segafredo |
| 15. März                             | Ronde van Drenthe                       | abgesagt                    | abgesagt             | abgesagt              | abgesagt       |
| 22. März 2. Juni                     | Trofeo Alfredo Binda                    | abgesagt                    | abgesagt             | abgesagt              | abgesagt       |
| 8.–13. Juni                          | The Women’s Tour                        | abgesagt                    | abgesagt             | abgesagt              | abgesagt       |
| 8. August                            | Open de Suède Vårgårda – Teamzeitfahren | abgesagt                    | abgesagt             | abgesagt              | abgesagt       |
| 9. August                            | Open de Suède Vårgårda – Eintagesrennen | abgesagt                    | abgesagt             | abgesagt              | abgesagt       |
| 15. August                           | Prudential RideLondon Classique         | abgesagt                    | abgesagt             | abgesagt              | abgesagt       |
| 13.–16. August                       | Ladies Tour of Norway                   | abgesagt                    | abgesagt             | abgesagt              | abgesagt       |
| 25.–30. September 1.–6. September    | Boels Ladies Tour                       | abgesagt                    | abgesagt             | abgesagt              | abgesagt       |
| 19. April 10. Oktober                | Amstel Gold Race                        | abgesagt                    | abgesagt             | abgesagt              | abgesagt       |
| 7.–9. Mai 23.–25. Oktober            | Tour of Chongming Island                | abgesagt                    | abgesagt             | abgesagt              | abgesagt       |
| 20. Oktober 10. November             | Tour of Guangxi                         | abgesagt                    | abgesagt             | abgesagt              | abgesagt       |
| 25. Oktober                          | Paris–Roubaix                           | abgesagt                    | abgesagt             | abgesagt              | abgesagt       |

## Gesamtwertung

### Einzelwertung
| Punktewertung | Punktewertung         | Punktewertung          | Punktewertung                      | Punktewertung |
| Fahrerin      | Fahrerin              | Land                   | Team                               | Punkte        |
| ------------- | --------------------- | ---------------------- | ---------------------------------- | ------------- |
| 1.            | Lizzie Deignan        | Vereinigtes Königreich | Trek-Segafredo                     | 1622 P.       |
| 2.            | Elisa Longo Borghini  | Italien                | Trek-Segafredo                     | 1567 P.       |
| 3.            | Lisa Brennauer        | Deutschland            | Ceratizit-WNT Pro Cycling          | 1424 P.       |
| 4.            | Anna van der Breggen  | Niederlande            | Boels Dolmans                      | 1221 P.       |
| 5.            | Lotte Kopecky         | Belgien                | Lotto Soudal Ladies                | 1050 P.       |
| 6.            | Marianne Vos          | Niederlande            | CCC-Liv                            | 974 P.        |
| 7.            | Annemiek van Vleuten  | Niederlande            | Mitchelton-Scott                   | 926 P.        |
| 8.            | Demi Vollering        | Niederlande            | Parkhotel Valkenburg               | 856 P.        |
| 9.            | Liane Lippert         | Deutschland            | Sunweb                             | 838 P.        |
| 10.           | Cecilie Uttrup Ludwig | Dänemark               | FDJ-Nouvelle Aquitaine-Futuroscope | 832 P.        |

### Nachwuchswertung
| Nachwuchswertung | Nachwuchswertung  | Nachwuchswertung | Nachwuchswertung                   | Nachwuchswertung |
| Fahrerin         | Fahrerin          | Land             | Team                               | Punkte           |
| ---------------- | ----------------- | ---------------- | ---------------------------------- | ---------------- |
| 1.               | Liane Lippert     | Deutschland      | Sunweb                             | 28 P.            |
| 2.               | Mikayla Harvey    | Neuseeland       | Paule Ka                           | 22 P.            |
| 3.               | Marta Cavalli     | Italien          | Valcar-Travel & Service            | 14 P.            |
| 4.               | Lorena Wiebes     | Niederlande      | Sunweb                             | 10 P.            |
| 5.               | Juliette Labous   | Frankreich       | Sunweb                             | 8 P.             |
| 6.               | Elisa Balsamo     | Italien          | Valcar-Travel & Service            | 6 P.             |
| 7.               | Chiara Consonni   | Italien          | Valcar-Travel & Service            | 6 P.             |
| 8.               | Vittoria Guazzini | Italien          | Valcar-Travel & Service            | 6 P.             |
| 9.               | Évita Muzic       | Frankreich       | FDJ-Nouvelle Aquitaine-Futuroscope | 4 P.             |
| 10.              | Ella Harris       | Neuseeland       | Canyon-SRAM Racing                 | 4 P.             |

### Teamwertung
| Mannschaftswertung | Mannschaftswertung                 | Mannschaftswertung | Mannschaftswertung |
| Team               | Team                               | Land               | Punkte             |
| ------------------ | ---------------------------------- | ------------------ | ------------------ |
| 1.                 | Trek-Segafredo                     | Vereinigte Staaten | 3740 P.            |
| 2.                 | Boels Dolmans                      | Niederlande        | 3177 P.            |
| 3.                 | Sunweb Women                       | Niederlande        | 2262 P.            |
| 4.                 | Mitchelton-Scott                   | Australien         | 2208 P.            |
| 5.                 | CCC-Liv                            | Polen              | 2137 P.            |
| 6.                 | Canyon-SRAM Racing                 | Deutschland        | 1766 P.            |
| 7.                 | Paule Ka                           | Schweiz            | 1656 P.            |
| 8.                 | FDJ-Nouvelle Aquitaine-Futuroscope | Frankreich         | 1558 P.            |
| 9.                 | Ceratizit-WNT Pro Cycling          | Deutschland        | 1371 P.            |
| 10.                | Lotto Soudal Ladies                | Belgien            | 1326 P.            |